# أورلاندو ميركادو
أورلاندو ميركادو (بالإنجليزية: Orlando Mercado)‏ هو لاعب كرة قاعدة أمريكي، ولد في 7 نوفمبر 1961 في أريسيبو في الولايات المتحدة.

## وصلات خارجية
- أورلاندو ميركادو على موقعبيزبول رفرنس.كوم (الدوري الرئيسي) (الإنجليزية)
- أورلاندو ميركادو على موقعبيزبول رفرنس.كوم (الدوري الثانوي) (الإنجليزية)
- أورلاندو ميركادو على موقع مشجعي الرسوم البيانية (الإنجليزية)